# Kozloduj
Kozloduj (in bulgaro Козлодуй?) è un comune bulgaro situato nella regione di Vraca di 23 195 abitanti (dati 2009). La sede comunale è nella località omonima, a cui ad est è presente la Centrale nucleare di Kozloduj, l'unica in Bulgaria.

## Localit
Il comune è formato dall'insieme delle seguenti località:
- Kozloduj (sede comunale)
- Butan
- Gložene
- Hărlec
- Kriva bara